# Индустријска зона Фјумана (Форли-Чезена)
Индустријска зона Фјумана је насеље у Италији у округу Форли-Чезена, региону Емилија-Ромања.
Према процени из 2011. у насељу је живело 55 становника. Насеље се налази на надморској висини од 80 м.